# Sessanpokalen
Sessanpokalen är en tävling i segling för den Nordiska Folkbåten. 

## Bakgrund
Sessanpokalen är en lagkappsegling där man seglar i lag om två båtar. Från början hade man en individuell del, men den har senare tagits bort. Tävlingen har sedermera blivit internationell och man har seglat i bland annat Berlin, Helsingfors, Kerteminde och Stockholm.
Ursprunget var den så kallade ”Gothenburg International Regatta” som seglades 13 september 1952. Den första tävlingen gick, som sig bör, av stapeln i Göteborg och vinnare blev Göteborgs Folkbåtsklubb och individuellt den kände båtkonstruktören Olle Enderlein från Norrköping.
1957 satte Ulf Trapp, redare från Göteborg, upp Sessanpokalen. Namnet kommer från färjelinjen mellan Göteborg och Danmark,  Sessanlinjen, där Ulf Trapp var verkställande direktör. 
Ulf Trapp var en hängiven båtmänniska och hade ett flertal olika segel- och motorbåtar. Bland andra tre Folkbåtar, varav F-SWE-448 var mest framgångsrik. Den hette, som de andra båtarna, ”Atout” (tillgång, trumf på franska) och var byggd i Kungsviken 1957.
Sessanpokalen administreras numera av Nordic Folkboat International Association (NFIA).
Senaste tävlingen hölls i Berlin 2014. 